# 大阪IR
大阪IR（おおさかアイアール）は、大阪府大阪市此花区の夢洲に整備される統合型リゾート（IR）である。
大阪IRの整備・運営を目的に、MGMリゾーツ・インターナショナル及びオリックスによって、大阪IR株式会社が設立された。同会社は、2025年5月1日付でMGM大阪株式会社に社名変更。大阪府大阪市北区中之島に本社を置く民間企業である。

## 概要
大阪IRは、日本初また唯一整備が進められている、カジノを含む統合型リゾートである。施設は、カジノ、商業施設、国際会議場、国際展示場、ホテル（3施設、約2,500室）、劇場、シアター、その他魅力増進施設（ジャパン・フードパビリオン等）などで構成され、送客施設（関西ツーリズムセンター、バスターミナル、フェリーターミナルなど）も整備される予定。
2023年4月に「大阪・夢洲地区特定複合観光施設区域の整備に関する計画」が国から認定を受け、同年9月に大阪IR株式会社は大阪府及び大阪市と実施協定等を締結した。
日本人および日本在住者の入場費は6,000円となる予定。
2030年秋頃の開業をめざして整備が進められており、2025年4月に着工した。

## 初期投資額と資金調達
初期投資額は約1兆2,700億円であり、資金調達は民間企業の出資と銀行借入によりなされる。
初期投資額
総額 1兆2,689億円（消費税抜）
- 建設関連投資 9,545億円
- その他初期投資額 3,144億円

資金調達
総額 約1兆2,700億円
- 出資 約7,400億円
  - 中核株主
    - 合同会社日本MGMリゾーツ 約41%
    - オリックス株式会社 約41%

  - 少数株主 約17%
岩谷産業株式会社、大阪瓦斯株式会社、株式会社大林組、関西電力株式会社、近鉄グループホールディングス株式会社、京阪ホールディングス株式会社、サントリーホールディングス株式会社、株式会社JTB、ダイキン工業株式会社、大成建設株式会社、大和ハウス工業株式会社、株式会社竹中工務店、南海電気鉄道株式会社、西日本電信電話株式会社、西日本旅客鉄道株式会社、NIPPON EXPRESSホールディングス株式会社、パナソニックホールディングス株式会社、阪急阪神不動産株式会社、阪和興業株式会社、丸一鋼管株式会社、三菱電機株式会社、レンゴー株式会社
- 借入 約5,300億円
  - 株式会社三菱UFJ銀行、株式会社三井住友銀行を主幹事行とするシンジケーションによるプロジェクトファイナンス（シニアローン）
  - 別途、開発期間にかかる消費税の還付金を返済原資とする消費税ローンや、運転資金用コミットメントラインも設定